# 팻 스미어
팻 스미어(영어: Pat Smear, 1959년 8월 5일 ~ )는 미국의 음악가이다. 그는 로스앤젤레스에 기반을 둔 펑크 밴드 점스의 리드 기타리스트이자 공동 창립자이며, 1993년 투어 기타리스트로 합류한 록 밴드 너바나의 리듬 기타리스트로 가장 잘 알려져 있다. 너바나가 커트 코베인의 자살로 해체된 후, 드러머 데이브 그롤은 록 밴드 푸 파이터스의 프론트맨이 되었고 팻은 곧 기타로 합류했다. 1997년 푸 파이터스를 탈퇴하고 2005년 투어링 기타리스트로 재가입하여 2010년부터 정식 멤버로 활동하고 있다.

## 어린 시절
조지 루덴버그는 캘리포니아주 로스앤젤레스에서 아프리카계 미국인과 원주민 혈통의 어머니와 유대계 독일인 이민자 아버지 사이에서 태어나 자랐다. 그의 부모님은 어린 나이에 그를 피아노 레슨에 등록시켰고, 몇 년 후, 그는 스스로 기타를 배우기 시작했다. 음악가가 되기 전, 그는 매우 신앙심이 깊은 아이였고 13살에 코뮌에 가입하기 위해 집을 떠났다. 후에 그는 로스앤젤레스에 있는 유니버시티 고등학교 내의 대안 학교인 혁신 프로그램 학교(IPS)에 다녔다. 그곳에서 그는 1970년대 후반에 점스에서 함께 연주할 보컬리스트인 다비 크래시를 만났다. 스미어와 크래시는 둘 다 학생들 사이에서 제멋대로 행동을 선동하고 있다는 우려 때문에 IPS에서 쫓겨났다.

## 사생활
2011년 다큐멘터리 《Foo Fighters: Back and Fours》에 따르면, 스미어는 그 당시 결혼했고 적어도 한 명의 아이를 낳았다.

## 음반 목록

### 점스
- (GI) (1979년)
- Germicide (1981년)

### 너바나
- MTV Unplugged in New York (1994년)
- From the Muddy Banks of the Wishkah (1996년)
- Nirvana (2002년)
- With the Lights Out (2004년)
- In Utero 20th Anniversary Deluxe Edition (2013년)

### 푸 파이터스
- The Colour and the Shape (1997년)
- Skin and Bones (2006년)
- Echoes, Silence, Patience & Grace (2007년)
- Wasting Light (2011년)
- Sonic Highways (2014년)
- Saint Cecilia (2015년)
- Concrete and Gold (2017년)
- Medicine at Midnight (2021년)